# Zongo (città)
Zongo è un centro abitato della Repubblica Democratica del Congo, situato nella Provincia dell'Equatore. Confina con Bangui, la capitale della Repubblica Centrafricana.